# Izaak Ber Lewinson
Izaak Ber Lewinson, ps. „Ribal” (ur. 13 października 1788 w Krzemieńcu, zm. 12 lutego 1860 tamże) – żydowski pisarz, uczony i działacz, jeden z czołowych przedstawicieli wschodnioeuropejskiej haskali, zwany „rosyjskim Mendelsohnem”.

## Życiorys
Izaak Ber Lewinson urodził się 13 października 1788 w Krzemieńcu, w zamożnej rodzinie. Odebrał tradycyjne religijne wykształcenie. Nauczył się posługiwać językiem rosyjskim, niemieckim, francuskim i łaciną, dzięki czemu służył jako tłumacz w armii rosyjskiej. Zadebiutował wierszem o zwycięstwie Imperium Rosyjskiego w wojnie 1812 roku. W latach 1813–1820 przebywał w Galicji, z początku by podreperować zdrowie w Brodach. W tym okresie poznał ważnych przedstawicieli haskali, w tym Nachmana Krochmala, Izaaka Ertera, Salomona Judę Rappaporta, Jehudę Lejba Miesesa, Menahema Mendla Lefina, Meira Letterisa czy Jakuba Samuela Byka, których działalność wpłynęła na jego twórczość. W Tarnopolu uzyskał uprawnienia nauczycielskie w szkole Józefa Perla. W 1820 roku powrócił do Rosji, z początku mieszkał w Berdyczowie. W tym czasie nauczył się kolejnych języków i pracował jako prywatny nauczyciel, szerząc idee haskali. Po dalszych podróżach osiadł w Krzemieńcu, gdzie przebywał do końca życia ze względu na stan zdrowia. Choć przebywał w relatywnym odosobnieniu i zmagał się z problemami finansowymi, był uważany za wiodącego maskila Rosji na przestrzeni lat 20. do 40. XIX w. Zwano go „rosyjskim Mendelsohnem”.
Młodo przyjął zasady europejskiego oświecenia, pod wpływem których wywnioskował, że społeczeństwu żydowskiemu potrzebne są znaczne reformy w zakresie edukacji i pracy. Podkreślał wartość szerokiej oświaty i nauki języków, odrzucając jidysz na rzecz niemieckiego i rosyjskiego. Działalność literacka Lewinsona składała się przede wszystkim z dzieł polemicznych lub propagandowych dotyczących życia i statusu społecznego Żydów wschodnioeuropejskich. Pisał teksty analityczne, satyry, sztuki. Publikował po hebrajsku. Piętnował nie tylko chasydyzm, ale również, między innymi, nierówności w społeczeństwie żydowskim czy korupcję. Choć władze rosyjskie przychylnie patrzyły na jego działania na polu oświaty, jego teksty walczące z antysemityzmem zatrzymywała cenzura. Z kolei jego dzieło Be(j)t Jehuda analizujące rozwój judaizmu, i propagujące reformy, które początkowo zostało odrzucone przez wydawcę ze względu na opór rabinów, ostatecznie otrzymało wsparcie władz poprzez szeroką dystrybucję w synagogach i szkołach żydowskich. Lewinson posługiwał się pseudonimem „Ribal”.
Zmarł 12 lutego 1860 roku w Krzemieńcu.

## Wybrana twórczość
- Teuda we-Israel (Posłannictwo i Izrael), 1825
- Be(j)t Jehuda (Dom [Szczep, Szkoła] Judy), 1839
- Diwre(j) cad(d)ikim (Słowa cadyków [sprawiedliwych]), 1830
- Zerubawel (Zorobabel), wyd. pośmiertnie[4]